# Zoophthora arginis
Zoophthora arginis är en svampart som beskrevs av Balazy 1993. Zoophthora arginis ingår i släktet Zoophthora och familjen Entomophthoraceae.   Inga underarter finns listade i Catalogue of Life.